# Laurent Whale

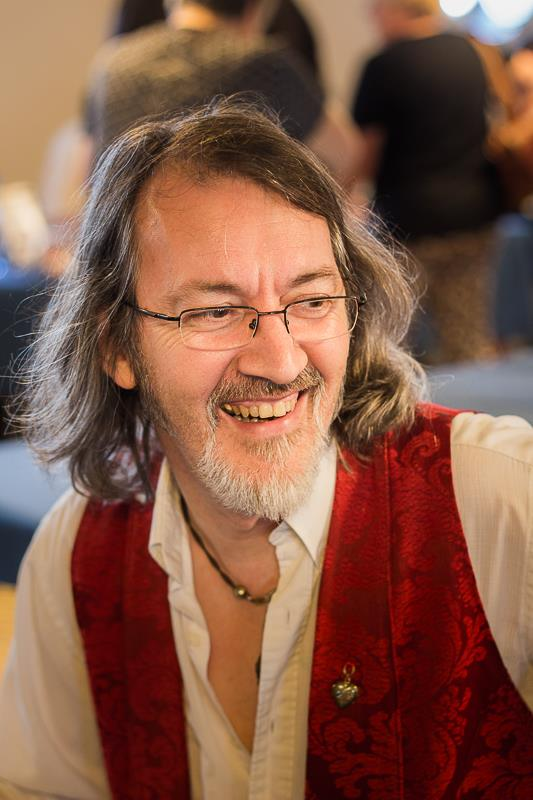
Laurent Whale (2017)

Laurent Whale (geboren am 2. August 1960 in Torquay, Devon) ist ein französisch-britischer Schriftsteller und Übersetzer. Er ist bekannt als Autor von Science-Fiction und Kriminalromanen.
Sein Roman Les Pilleurs d'âmes wurde 2011 mit dem renommierten Prix Rosny aîné ausgezeichnet. Er handelt von zwei intergalaktischen Spionen, die auf der Erde des Jahres 1666 zu Kontrahenten werden. Einer der beiden, der sich Yoran Le Goff nennt, wird Mitglied einer blutrünstigen Bande von Freibeutern. Anfangs etwas unbeholfen, findet er sich langsam in der Welt der karibischen Piraten des 17. Jahrhunderts zurecht und unter den Menschen Freundschaft, aber auch Verrat, während er die Machenschaften seines mysteriösen Gegners aufzudecken und diesen möglichst zu eliminieren sucht.

## Auszeichnungen
- 2018 Prix Bob Morane, Spezialpreis für Crimes, aliens et châtiments
- 2016 Prix Masterton für Le Manuscrit Robinson als bester Roman
- 2011 Prix Rosny aîné für den Roman Les Pilleurs d'âmes
- 2005 Prix Merlin für die Erzählung Hélas, Elias !

## Bibliografie
Romane
- Le Chant des psychomorphes (2006)
- Les Pierres du rêve (2007)
- Les Pilleurs d’âmes (2010)
- Les Étoiles s’en balancent (2011)
- Les Damnés de l’asphalte (2013)
- Goodbye Billy (2014)
- Le Manuscrit Robinson (2015)
- Crimes, aliens et châtiments (2017, mit Pierre Bordage und Laurent Genefort)
- Le Réseau Mermoz (2017)
- Par la mer et les nuages (2018)

Erzählungen
- Hélas, Elias ! (2004)
- L’Étoile sur la lande (2004, mit Alain Le Bussy)
- Une Tourte pour huit (2005)
- La Lettre au Père Noël (2005)
- G’tarosh ou l’amère sève (2005)
- Nicoland (2007)
- Les Humadroïdes (2007)
- The Show Must Go On (2008)
- Agonis (2008)
- Une bouteille et des ailes (2009)
- L’Affaire du bout du monde (2014)
- Le Voyage sans fin (2015)
- La Chatte de Bukowski (2015)
- La Déliquescence du hanneton (2017)
- L’Affaire du FBG (2017)
- 5430 mètres et quelques (2017)